# Мидлтон
Мидлтон (енгл. Midleton, ир. Mainistir na Corann) је град у Републици Ирској, у јужном делу државе. Град је у саставу округа округа Корк и важан је град за округ.

## Природни услови
Град Мидлтон се налази у јужном делу ирског острва и Републике Ирске и припада покрајини Манстер. Град је удаљен 260 километара југозападно од Даблина. Град Корк се налази свега 20 километара западно од Мидлтона, па је град његово предграђе.
Мидлтон је смештен у приобалном подручју јужне Ирске, близу Коршког залива. Подручје града је равничарско и плодно, са просечном надморском висином од 5 метара.
Клима: Клима у Мидлтону је умерено континентална са изразитим утицајем Атлантика и Голфске струје. Стога град одликује блага и веома променљива клима.

## Историја
Подручје Мидлтона било насељено већ у време праисторије. Дато подручје је освојено од стране енглеских Нормана у крајем 12. века. У то време је на месту данашњег града основан манастир. Постепено се око манастира образовало насеље, које је 1670. године добило права трговишта.
Мидлтон је од 1921. године у саставу Републике Ирске. нагли развој града започео је тек последњих деценија, посебно са ширењем утицаја оближњег Корка, када је почело и нагло повећавање броја становника.

## Становништво
Према последњим проценама из 2011. године. Мидлтон је имао мање од 4 хиљада становника у граду и око 12 хиљада у широј градској зони. Последњих година број становника у граду се нагло повећава.

## Привреда
Мидлтон је, пре свега, познат по лакој индустрији. Град има познату дестилерију вискија. Последњих деценија посебно се брзо развија сектор трговине, услуга и туризма.